# 布尔津河
布尔津河是中华人民共和国新疆维吾尔自治区北部阿勒泰地区的一条河流，布爾津河是額爾齊斯河的最大支流。该河全长206千米，集水面积约8422平方千米，年均径流量约为43.5亿立方米。根据群库勒水文站测定，该河夏季富水期径流量占全年的63.6%，冬季枯水期径流量占全年的4.1%。
河名“布尔津”来自蒙古语，大概意思是“放牧骆驼的地方”。蒙古人将三岁公驼称为“布尔”，“津”则为放牧者“玛拉沁”之省称。布尔津县得名于此河。